# Gabriele Triebel
Gabriele Triebel (* 24. Oktober 1960 in Kaufering) ist eine deutsche Lehrerin und Politikerin von Bündnis 90/Die Grünen. Seit November 2018 ist sie Mitglied des Bayerischen Landtags.

## Leben
Triebel machte ihr Abitur in Landsberg am Lech und studierte Pädagogik und Sport in München. Bis zu ihrem Einzug in den Bayerischen Landtag war sie als Diplom-Sportlehrerin in Bayern tätig.
Als Langstreckenläuferin wurde Triebel 1990 deutsche Vizemeisterin über 3000 Meter im Hallenlauf.
Gabriele Triebel ist verheiratet und Mutter von zwei Kindern. Sie ist römisch-katholischer Konfession.

## Politik
Triebel ist seit 2002 Marktgemeinderätin und war von 2014 bis 2020 zweite Bürgermeisterin in Kaufering. Seit 2014 ist sie Kreisrätin im Landkreis Landsberg am Lech. Bei der bayerischen Landtagswahl 2018 kandidierte sie erstmals als Direktkandidatin im Stimmkreis Landsberg am Lech, Fürstenfeldbruck-West und auf Listenplatz 9 der Grünen in Oberbayern. Mit insgesamt 25.853 Stimmen zog sie über die oberbayerische Liste von Bündnis 90/Die Grünen in den Landtag ein. Bei der Landtagswahl 2023 zog sie erneut in den Landtag ein.
Triebel ist im Bayerischen Landtag Mitglied des Ausschusses für Bildung und Kultus und Sprecherin für Bildung, Religion und Erinnerungskultur der Landtagsfraktion von Bündnis 90/Die Grünen. Des Weiteren ist sie stellvertretende Vorsitzende des Anstaltsbeirates der Justizvollzugsanstalt Landsberg.
Am 24. Februar 2024 wurde Triebel zur Präsidentin des "Europäische Holocaustgedenkstätte Stiftung e. V." gewählt.